# Vela nos Jogos Olímpicos de Verão de 2000
As competições da vela nos Jogos Olímpicos de Verão de 2000 foram disputadas entre os dias 17 e 30 de setembro daquele ano na costa de Sydney, na Austrália. O programa de 2000 consistia num total de onze classes (disciplinas) de vela. Para cada uma das classes do evento foram sete regatas. A navegação foi realizada nos percursos olímpicos do tipo triangular. A partida foi feita no centro de um conjunto de oito marcas numeradas que foram colocadas em um círculo. Durante o procedimento de largada, a sequência das marcas foi comunicada aos velejadores. Ao escolher a marca que estava mais contra o vento, a largada sempre poderia ser feita contra o vento.

## Local
A escolha do porto de Sydney como local de navegação permitiu o acesso de um grande número de espectadores à ação. No entanto, não houve um grande interesse por isso e apenas 2 000 ingressos foram vendidos um mês antes do início do evento.
A Olympic Sailing Shore Base estava localizada em partes do Rushcutters Bay Park, Yarranabbe Park, na Reserva Sir David Martin e nas águas da Rushcutters Bay. A base costeira foi utilizada para apoio logístico e gestão de competições e incluiu estruturas temporárias para as provas de vela, como uma marina para 250 barcos. Também foi construído um novo cais público permanente para táxis aquáticos.
Padrões climáticos variáveis exigiam um cronograma de competição flexível. Quatro áreas de campo dentro do porto de Sydney foram usadas em combinação com duas áreas de campo offshore. O match racing Soling foi realizado em Farm Cove, no pátio da Sydney Opera House.

## Participantes
- AHO Antilhas Neerlandesas
- ANT Antígua e Barbuda
- ARG Argentina
- AUS Austrália
- AUT Áustria
- BAR Barbados
- BEL Bélgica
- BER Bermudas
- BLR Bielorrússia
- BRA Brasil
- BUL Bulgária
- CAN Canadá
- CAY Ilhas Cayman
- CHN China
- COK Ilhas Cook
- CRO Croácia
- CUB Cuba
- CYP Chipre
- CZE República Checa
- DEN Dinamarca
- ESP Espanha
- EST Estônia
- FIJ Fiji
- FIN Finlândia
- FRA França
- GBR Grã-Bretanha
- GER Alemanha
- GRE Grécia
- GUM Guam
- HKG Hong Kong
- HUN Hungria
- INA Indonésia
- IRL Irlanda
- ISL Islândia
- ISR Israel
- ISV Ilhas Virgens Americanas
- ITA Itália
- JAM Jamaica
- JPN Japão
- KOR Coreia do Sul
- LAT Letônia
- LTU Lituânia
- MAR Marrocos
- MAS Malásia
- MEX México
- MLT Malta
- NED Países Baixos
- NOR Noruega
- NZL Nova Zelândia
- PER Peru
- POL Polônia
- POR Portugal
- RSA África do Sul
- RUS Rússia
- SEY Seicheles
- SIN Singapura
- SLO Eslovênia
- SRI Sri Lanka
- SUI Suíça
- SVK Eslováquia
- SWE Suécia
- THA Tailândia
- TPE Taipé Chinês
- TUR Turquia
- UKR Ucrânia
- URU Uruguai
- USA Estados Unidos
- VEN Venezuela

## Eventos
| Classe             | Tipo            | Evento | Velejadores | Trapézio | Vela grande | Jib/Génova | Spinnaker | Primeira exibição | N.º de equipes |
| ------------------ | --------------- | ------ | ----------- | -------- | ----------- | ---------- | --------- | ----------------- | -------------- |
| Mistral One Design | prancha à vela  |        | 1           | 0        | +           | -          | -         | 1996              | 29             |
| Mistral One Design | prancha à vela  |        | 1           | 0        | +           | -          | -         | 1996              | 36             |
| Europe             | bote            |        | 1           | 0        | +           | -          | -         | 1992              | 27             |
| Finn               | bote            |        | 1           | 0        | +           | -          | -         | 1952              | 25             |
| 470                | bote            |        | 2           | 1        | +           | +          | +         | 1988              | 19             |
| 470                | bote            |        | 2           | 1        | +           | +          | +         | 1976              | 29             |
| Laser              | bote            |        | 1           | 0        | +           | +          | +         | 1996              | 43             |
| 49er               | esquife         |        | 2           | 2        | +           | +          | -         | 2000              | 17             |
| Tornado            | multicasco      |        | 2           | 1        | +           | +          | -         | 1976              | 16             |
| Star               | barco de quilha |        | 2           | 0        | +           | +          | -         | 1932              | 16             |
| Soling             | barco de quilha |        | 3           | 0        | +           | +          | +         | 1972              | 16             |

## Medalhistas
Masculino
| Evento                      | Ouro                                 | Prata                                           | Bronze                                       |
| --------------------------- | ------------------------------------ | ----------------------------------------------- | -------------------------------------------- |
| Mistral One Design detalhes | Christoph Sieber AUT Áustria         | Carlos Espínola ARG Argentina                   | Aaron McIntosh NZL Nova Zelândia             |
| Finn detalhes               | Iain Percy GBR Grã-Bretanha          | Luca Devoti ITA Itália                          | Fredrik Lööf SWE Suécia                      |
| 470 detalhes                | Tom King Mark Turnbull AUS Austrália | Paul Foerster Robert Merrick USA Estados Unidos | Javier Conte Juan de la Fuente ARG Argentina |

Feminino
| Evento                      | Ouro                                          | Prata                                       | Bronze                                     |
| --------------------------- | --------------------------------------------- | ------------------------------------------- | ------------------------------------------ |
| Mistral One Design detalhes | Alessandra Sensini ITA Itália                 | Amelie Lux GER Alemanha                     | Barbara Kendall NZL Nova Zelândia          |
| Europe detalhes             | Shirley Robertson GBR Grã-Bretanha            | Margriet Matthijsse NED Países Baixos       | Serena Amato ARG Argentina                 |
| 470 detalhes                | Jenny Armstrong Belinda Stowell AUS Austrália | J. J. Isler Sarah Glaser USA Estados Unidos | Ruslana Taran Olena Pakholchik UKR Ucrânia |

Misto
| Evento           | Ouro                                                       | Prata                                                   | Bronze                                                          |
| ---------------- | ---------------------------------------------------------- | ------------------------------------------------------- | --------------------------------------------------------------- |
| Laser detalhes   | Ben Ainslie GBR Grã-Bretanha                               | Robert Scheidt BRA Brasil                               | Michael Blackburn AUS Austrália                                 |
| 49er detalhes    | Thomas Johanson Jyrki Järvi FIN Finlândia                  | Ian Barker Simon Hiscocks GBR Grã-Bretanha              | Jonathan McKee Charlie McKee USA Estados Unidos                 |
| Tornado detalhes | Roman Hagara Hans-Peter Steinacher AUT Áustria             | Darren Bundock John Forbes AUS Austrália                | Roland Gäbler René Schwall GER Alemanha                         |
| Star detalhes    | Mark Reynolds Magnus Liljedahl USA Estados Unidos          | Ian Walker Mark Covell GBR Grã-Bretanha                 | Torben Grael Marcelo Ferreira BRA Brasil                        |
| Soling detalhes  | Jesper Bank Henrik Blakskjær Thomas Jacobsen DEN Dinamarca | Jochen Schümann Gunnar Bahr Ingo Borkowski GER Alemanha | Herman Horn Johannessen Paul Davis Espen Stokkeland NOR Noruega |

## Quadro de medalhas
| Ordem | País               | Medalha de ouro | Medalha de prata | Medalha de bronze |    | Ordem por total |
| ----- | ------------------ | --------------- | ---------------- | ----------------- | -- | --------------- |
| 1     | GBR Grã-Bretanha   | 3               | 2                |                   | 5  | 1               |
| 2     | AUS Austrália      | 2               | 1                | 1                 | 4  | 2               |
| 3     | AUT Áustria        | 2               |                  |                   | 2  | 6               |
| 4     | USA Estados Unidos | 1               | 2                | 1                 | 4  | 2               |
| 5     | ITA Itália         | 1               | 1                |                   | 2  | 6               |
| 6     | DEN Dinamarca      | 1               |                  |                   | 1  | 10              |
| 6     | FIN Finlândia      | 1               |                  |                   | 1  | 10              |
| 8     | GER Alemanha       |                 | 2                | 1                 | 3  | 4               |
| 9     | ARG Argentina      |                 | 1                | 2                 | 3  | 4               |
| 10    | BRA Brasil         |                 | 1                | 1                 | 2  | 6               |
| 11    | NED Países Baixos  |                 | 1                |                   | 1  | 10              |
| 12    | NZL Nova Zelândia  |                 |                  | 2                 | 2  | 6               |
| 13    | NOR Noruega        |                 |                  | 1                 | 1  | 10              |
| 13    | SWE Suécia         |                 |                  | 1                 | 1  | 10              |
| 13    | UKR Ucrânia        |                 |                  | 1                 | 1  | 10              |
| TOTAL | TOTAL              | 11              | 11               | 11                | 33 | —               |